# Шантрель, Огюстен
Огюсте́н Шантре́ль (фр. Augustin Chantrel; 8 июля 1908, Мер-ле-Бен — 4 сентября 1956, XVI округ Парижа) — французский футболист, защитник, участник Олимпийских игр 1928 и чемпионата мира 1930 года.

## Биография
В юности Шантрель играл за команду Парижского университета, а в 1925 году получил приглашение от клуба «Ред Стар», с которым спустя три года выиграл кубок Франции. Шантрель остался в составе клуба ещё на один сезон, а затем перешёл в парижский «Спорт Женеро», в котором играл до 1933 года. Дальше последовал сезон в клубе «Амьен», а в 1934 году Шантрель вновь вернулся в «Ред Стар».
В составе национальной команды Огюстен провёл 15 игр. Его дебютом стал матч против Швейцарии в марте 1928 года. Летом того же года он принял участие в Олимпийском футбольном турнире в Амстердаме, где французы проиграли итальянцам 3:4 уже в первом круге соревнований. Через два года Шантрель выступал на первом чемпионате мира, проходившем в Монтевидео. В первом же матче он был вынужден уже в середине первого тайма сменить в воротах голкипера собственной команды, получившего травму в результате столкновения с одним из мексиканских игроков. За полтора тайма в воротах, защищаемых Шантрелем побывал лишь один мяч. Два других матча он полностью отыграл на позиции правого защитника. Последний матч в футболке национальной сборной Шантрель провёл в 1933 году.
| Матчи и голы Огюстена Шантреля за сборную Франции | Матчи и голы Огюстена Шантреля за сборную Франции | Матчи и голы Огюстена Шантреля за сборную Франции | Матчи и голы Огюстена Шантреля за сборную Франции | Матчи и голы Огюстена Шантреля за сборную Франции | Матчи и голы Огюстена Шантреля за сборную Франции | Матчи и голы Огюстена Шантреля за сборную Франции |
| ------------------------------------------------- | ------------------------------------------------- | ------------------------------------------------- | ------------------------------------------------- | ------------------------------------------------- | ------------------------------------------------- | ------------------------------------------------- |
| №                                                 | Дата                                              | Место проведения                                  | Соперник                                          | Счёт                                              | Голы                                              | Турнир                                            |
| 1                                                 | 11 марта 1928                                     | Лозанна, Швейцария                                | Швейцария                                         | 3:4                                               | -                                                 | Товарищеский матч                                 |
| 2                                                 | 15 апреля 1928                                    | Париж, Франция                                    | Бельгия                                           | 2:3                                               | -                                                 | Товарищеский матч                                 |
| 3                                                 | 29 апреля 1928                                    | Париж, Франция                                    | Португалия                                        | 1:1                                               | -                                                 | Товарищеский матч                                 |
| 4                                                 | 13 мая 1928                                       | Париж, Франция                                    | Чехословакия                                      | 0:2                                               | -                                                 | Товарищеский матч                                 |
| 5                                                 | 29 мая 1928                                       | Амстердам, Нидерланды                             | Италия                                            | 3:4                                               | -                                                 | Олимпийские игры 1928                             |
| 6                                                 | 24 февраля 1929                                   | Париж, Франция                                    | Венгрия                                           | 3:0                                               | -                                                 | Товарищеский матч                                 |
| 7                                                 | 18 мая 1930                                       | Париж, Франция                                    | Шотландия                                         | 0:2                                               | -                                                 | Товарищеский матч                                 |
| 8                                                 | 25 мая 1930                                       | Льеж, Бельгия                                     | Бельгия                                           | 2:1                                               | -                                                 | Товарищеский матч                                 |
| 9                                                 | 13 июля 1930                                      | Монтевидео, Уругвай                               | Мексика                                           | 4:1                                               | -                                                 | Чемпионат мира 1930                               |
| 10                                                | 15 июля 1930                                      | Монтевидео, Уругвай                               | Аргентина                                         | 0:1                                               | -                                                 | Чемпионат мира 1930                               |
| 11                                                | 19 июля 1930                                      | Монтевидео, Уругвай                               | Чили                                              | 0:1                                               | -                                                 | Чемпионат мира 1930                               |
| 12                                                | 7 декабря 1930                                    | Париж, Франция                                    | Бельгия                                           | 2:2                                               | -                                                 | Товарищеский матч                                 |
| 13                                                | 25 января 1931                                    | Болонья, Италия                                   | Италия                                            | 0:5                                               | -                                                 | Товарищеский матч                                 |
| 14                                                | 12 февраля 1933                                   | Париж, Франция                                    | Австрия                                           | 0:4                                               | -                                                 | Товарищеский матч                                 |
| 15                                                | 19 марта 1933                                     | Берлин, Германия                                  | Германия                                          | 3:3                                               | -                                                 | Товарищеский матч                                 |

Итого: 15 матчей / 0 голов; 3 победы, 3 ничьих, 9 поражений.

## Достижения
- Обладатель Кубка Франции: 1928